# Ars (Creuse)
Ars település Franciaországban, Creuse megyében. Lakosainak száma 236 fő (2022. január 1.). Ars Blessac, Fransèches, Saint-Avit-le-Pauvre, Saint-Martial-le-Mont, Saint-Médard-la-Rochette és Saint-Sulpice-les-Champs községekkel határos.

## Népesség
A település népességének változása:
| Lakosok száma | 336  | 250  | 247  | 251  | 260  | 257  | 244  | 236  | 234  | 236  |
|               | 1968 | 1982 | 1990 | 2006 | 2013 | 2015 | 2017 | 2019 | 2020 | 2022 |